# Обланка
Обла́нка — село в Україні, у Бобринецькій міській територіальній громаді Кропивницького району Кіровоградської області. Населення становить 5 осіб.

## Населення
Згідно з переписом УРСР 1989 року чисельність наявного населення села становила 11 осіб, з яких 5 чоловіків та 6 жінок.
За переписом населення України 2001 року в селі мешкало 5 осіб. 100 % населення вказало своєю рідною мовою українську мову.